# Albrecht II van Saksen
Albrecht II van Saksen (Wittenberg, circa 1250 - Aken, 25 augustus 1298) was van 1260 tot 1296 hertog van Saksen in gezamenlijke regering met zijn broer Johan I (1260-1282) en zijn neven Erik I, Johan II en Albrecht III (1282-1296). Na de verdeling van Saksen was hij van 1296 tot 1298 hertog van Saksen-Wittenberg. Hij behoorde tot het huis der Ascaniërs en was de stamvader van de linie Saksen-Wittenberg.

## Levensloop
Hij was de tweede zoon van hertog Albrecht I van Saksen en diens derde gemalin Helena van Brunswijk-Lüneburg, dochter van hertog Otto het Kind.
Na de dood van zijn vader werden Albrecht II en zijn oudere broer Johan I gezamenlijk hertog van Saksen. In 1269, 1272 en 1282 verdeelden de broers hun regeringscompetenties in de drie territoriaal afgezonderde delen van Saksen, om zo een splitsing van het hertogdom Saksen voor te bereiden.
Bij de verkiezing van de Rooms-Duitse koning in 1273 vertegenwoordigde Albrecht II het hertogdom Saksen. Albrecht steunde bij de verkiezing Rudolf I van Habsburg, die effectief tot Rooms-Duits koning werd verkozen. Als dank hiervoor huwelijkte Rudolf zijn dochter Agnes uit aan Albrecht II en in 1282 vond het huwelijk plaats.
In 1282 trad Johan I af als medehertog van Saksen, waardoor Albrecht II vanaf dan samen met zijn nog minderjarige neven (Erik I, Albrecht III en Johan II) hertog van Saksen was. 
In 1288 vroeg Albrecht II aan Rooms-Duits koning Rudolf I om zijn zoon en erfgenaam Rudolf het Electoraat Saksen te schenken. Dit veroorzaakte echter een lang aanslepend conflict met het huis Wettin. Nadat de familie uitstierf die het graafschap Brehna bestuurde, bemachtigde Albrecht II in 1290 dit graafschap en in 1295 bemachtigde hij ook het graafschap Gommern.
Na de dood van Rooms-Duits koning Rudolf I in 1291 kon koning Wenceslaus II van Bohemen Albrecht II ervan overtuigen om Adolf van Nassau tot Rooms-Duits koning te verkiezen. Op 29 november 1291 ondertekenden beiden een pact waarin Albrecht II beloofde dat hij op dezelfde persoon zou stemmen als Wenceslaus II en op 27 april 1292 stemde Albrecht II namens Saksen op Adolf. 
Het laatste document waarop Albrecht II en zijn neven vermeld staan als gezamenlijke hertogen van Saksen dateert uit 1295. De definitieve splitsing van het hertogdom Saksen, waarbij het hertogdom Saksen-Wittenberg naar Albrecht II en het hertogdom Saksen-Lauenburg naar zijn neven ging, vond plaats voor 20 september 1296, aangezien een document opgesteld op die datum het verdeelde regeringsgebied van zijn drie neven vermeldt. Bij deze verdeling bemachtigde Albrecht II de gebieden rond de steden Wittenberg en Belzig en hij regeerde over deze gebieden tot zijn dood in 1298.

## Nakomelingen
Albrecht II en Agnes van Habsburg kregen volgende kinderen:
- Rudolf I (1284-1356), hertog van Saksen-Wittenberg
- Otto (overleden in 1349), huwde met Lucia van Dalmatië
- Albrecht II (overleden in 1344), prins-bisschop van Passau
- Wenceslaus (overleden in 1327), kanunnik van de kathedraal van Halberstadt
- Elisabeth (overleden in 1341), huwde met hertog Obizzo III d'Este van Ferrara
- Anna (overleden in 1327), huwde in 1308 met prins Frederik de Lamme van Meißen en in 1315 met heer Hendrik II van Mecklenburg

## Voorouders
| Albrecht II van Saksen             | Albrecht II van Saksen                                             | Albrecht II van Saksen                                             | Albrecht II van Saksen                                             | Albrecht II van Saksen                                             | Albrecht II van Saksen                                                   | Albrecht II van Saksen                                                   | Albrecht II van Saksen                                                              | Albrecht II van Saksen                                                              |
| ---------------------------------- | ------------------------------------------------------------------ | ------------------------------------------------------------------ | ------------------------------------------------------------------ | ------------------------------------------------------------------ | ------------------------------------------------------------------------ | ------------------------------------------------------------------------ | ----------------------------------------------------------------------------------- | ----------------------------------------------------------------------------------- |
| Overgrootouders                    | Albrecht de Beer (1098-1170) ∞ Sophia van Winzenburg (1105-1160)   | Albrecht de Beer (1098-1170) ∞ Sophia van Winzenburg (1105-1160)   | Mieszko III (1126-1202) ∞ Elisabeth van Hongarije (1128-1154)      | Mieszko III (1126-1202) ∞ Elisabeth van Hongarije (1128-1154)      | Willem van Lüneburg (1184-1213) ∞ 1202 Helena van Denemarken (1180–1233) | Willem van Lüneburg (1184-1213) ∞ 1202 Helena van Denemarken (1180–1233) | Albrecht II van Brandenburg (1175-1220) ∞ 1205 Mathilde van de Lausnitz (1185-1255) | Albrecht II van Brandenburg (1175-1220) ∞ 1205 Mathilde van de Lausnitz (1185-1255) |
| Grootouders                        | Bernhard III van Saksen (1134-1212) ∞ Judith van Polen (1154-1201) | Bernhard III van Saksen (1134-1212) ∞ Judith van Polen (1154-1201) | Bernhard III van Saksen (1134-1212) ∞ Judith van Polen (1154-1201) | Bernhard III van Saksen (1134-1212) ∞ Judith van Polen (1154-1201) | Otto het Kind (1204-1252) ∞ 1228 Machteld van Brandenburg (1210-1261)    | Otto het Kind (1204-1252) ∞ 1228 Machteld van Brandenburg (1210-1261)    | Otto het Kind (1204-1252) ∞ 1228 Machteld van Brandenburg (1210-1261)               | Otto het Kind (1204-1252) ∞ 1228 Machteld van Brandenburg (1210-1261)               |
| Ouders                             | Albrecht I van Saksen (1175-1260) ∞ Helene van Brunswijk (-1273)   | Albrecht I van Saksen (1175-1260) ∞ Helene van Brunswijk (-1273)   | Albrecht I van Saksen (1175-1260) ∞ Helene van Brunswijk (-1273)   | Albrecht I van Saksen (1175-1260) ∞ Helene van Brunswijk (-1273)   | Albrecht I van Saksen (1175-1260) ∞ Helene van Brunswijk (-1273)         | Albrecht I van Saksen (1175-1260) ∞ Helene van Brunswijk (-1273)         | Albrecht I van Saksen (1175-1260) ∞ Helene van Brunswijk (-1273)                    | Albrecht I van Saksen (1175-1260) ∞ Helene van Brunswijk (-1273)                    |
| Albercht II van Saksen (1250–1298) |                                                                    |                                                                    |                                                                    |                                                                    |                                                                          |                                                                          |                                                                                     |                                                                                     |